# Rosenberg, Sund
Rosenberg (tidigare Håkanböle) är en by i Sunds kommun på Åland med 1 invånare (2023). Den ligger strax väster om sjöarna Sonröda träsk och Björby träsk.

## Historia
Byn är en medeltida avsöndring från området urby Björby i söder. Namnet Håkanböle är sammansatt av personnamnet Håkan samt ordet böle med betydelsen ’gård’ eller ’nybygge’. Den Håkan vars namn är bevarat i namnet kan antas ha varit en yngre son i Björby som anlade ett nybygge på hemgårdens utmark.
Håkanböle omtalas första gången i ett dokument daterat i den 28 oktober 1397 som handlar om pantsättning av jord i Björby. Bland vittnena nämns Biorn j Hakonabøle.
I 1500-talet skatteböcker omtalas tre och senare två bönder i Håkanböle. I mitten på 1600-talet blev jägmästaren Joen Nilsson (död ca 1695) innehavare av först den ena och senare också den andra gården. Har erhöll några år senare, den 13 juli 1665, genom kungligt brev "livstidsfrihet" på gårdarna (han fick bruka dem skattefritt). Under hans tid i Håkanböle slogs gårdarna samman till en. 
Joen Nilsson blev genom sin son, jägmästaren Karl Östling (1653–1723), stamfar för en släkt Östling.
Från 1750-talet innehades gården av kaptenen Hans Karl Rosenmüller (1724–1789). Han uppskattade tydligen inte det något rustikt klingande Håkanböle. Istället började han kalla gården Rosenberg, sannolikt inspirerad av det egna efternamnet.
I mitten på 1800-talet blev häradsdomaren Mats Mattsson (1790–1861) bonde i Rosenberg. Hans barn antog namnet Rosenberg efter gården. Sonen Carl Georg Rosenberg (1828–1901), framstående jordbrukare och arrendator av Kastelholms kungsgård på Åland, blev farfar till skådespelaren Toivo Pawlo. Toivo Pawlos far var ingenjören och operasångaren Paul Georg Rosenberg (1887–1920), som under senare delen av 1910-talet började kalla sig Georg Pawlo-Rosenberg eller bara Georg Pawlo. Modern var Eva Pawlo, född Abramson.
Rosenberg hörde till Sunds församling fram till 1985, därefter till Sund-Vårdö församling och ingår sedan 2022 i Norra Ålands församling.

### En minnesbild från det tidiga 1800-talets Rosenberg
Under kriget 1808–1809 inkvarterades fänriken August Edvard Lilliestierna (1791–1879) på gården Rosenberg. Långt senare, 1875, gav han ut sina memoarer En åttioårings minnen, där han kort beskriver gården. Han hade anlänt till Åland en natt i slutet av november 1808 och tillbringat första natten i en bondgård, där han blivit väl omhändertagen. Sedan fortsätter han: 
| ”                                                    | Om morgonen erhölls ordentlig inqvartering och jag skjutsades af min värd 5 mil innan jag kom till mitt qvarter, Rosenberg i Sunds socken. Tvenne systrar, enkefruarne Rosenmüller och Plate, egde nämnda lilla vackra egendom. De hade ett par broderbarn hos sig neml. en flicka om 16 och en gosse om 9 år, hvilka voro från Stockholm, der fadren var perukmakare; med dessa hyggliga unga varelser roade jag mig på lediga stunder och de beskedliga gamla gummorna omhuldade mig på bästa sätt så att jag jemförelsevis hade det trefligt. Också hade min trogne Kämpe all möda ospard för att göra mig väl känd på stället. Gumman Rosenmüller, så som den egentliga värdinnan, gaf jag som oftast smeknamnet mamma, och med flickan valsade jag ofta omkring hvarvid vi båda sjöngo. Vid jultiden ökades inqvarteringen med 2:ne officerare, J.I. von Döbeln vid Westgöta-Dals reg:te och Hökkenberg vid Lifgrenadier-reg:tet, hvilken senare var sjuk. Jag kommenderades att hafva öfverinseendet vid ett sjukhus, Bärböhle, som sköttes af en doktor Lennartson (sedermera stadsläkare i Lidköping) med biträde af underläkare Östenberg. Min vän Mentzer blef äfven kommenderad till Bärböhle, och detta gjorde att vi ofta råkades. Jag skjutsades hvarje dag dit af gummornas åbo och åtog mig deremellan att på lediga stunder, mot en ringa ersättning, inköra en ung häst åt bonden. Sedan jag med Kämpes tillhjelp fått hästen skodd och en släda i ordning, körde jag hvarje dag med den unga hästen, först till sjukhuset och sedan till kamraterna, hvilka oftast uppehöllo sig på en kungsgård Thosarby eller på värdshuset Godby, dit källarmästaren, som var Stockholmare, hade fört flera unga vackra flickor för uppassningen. Den vanliga serveringen på aftonen bestod af äggtoddy, som vi sjelfva tillagade af rom, socker och ägg samt vatten förstås. Denna dryck började smaka äfven mig, så att jag köpte rom och socker som jag medtog till Rosenberg. Mina dervarande kamrater, fändrikarne von Döbeln och Hökkenberg läto sig väl smaka, hvarföre äfven för deras räkning hemtades dylik requisita. Hökkenberg tillfrisknade snart och då började vi roa oss med att spela kort, trädkarl vanligast; pointen var alltid låg, men spelet muntert och äggtoddy dracks alltemellanåt. | „ |
| – August Edvard Lilliestierna, En åttioårings minnen | |   |

## Befolkningsutveckling
| Befolkningsutvecklingen i Rosenberg 1970–2020 | Befolkningsutvecklingen i Rosenberg 1970–2020 | Befolkningsutvecklingen i Rosenberg 1970–2020 | Befolkningsutvecklingen i Rosenberg 1970–2020 | Befolkningsutvecklingen i Rosenberg 1970–2020 |
| --------------------------------------------- | --------------------------------------------- | --------------------------------------------- | --------------------------------------------- | --------------------------------------------- |
|                                               |                                               |                                               |                                               |                                               |
| År                                            |                                               |                                               | Folkmängd                                     |                                               |
| 1970                                          | 1970                                          |                                               | 3                                             |                                               |
| 1980                                          | 1980                                          |                                               | 3                                             |                                               |
| 1990                                          | 1990                                          |                                               | 3                                             |                                               |
| 2000                                          | 2000                                          |                                               | 2                                             |                                               |
| 2010                                          | 2010                                          |                                               | 2                                             |                                               |
| 2020                                          | 2020                                          |                                               | 2                                             |                                               |